# Tre augusti e cinque imperatori
I tre augusti e i cinque imperatori (三皇五帝S, Sān Huáng Wǔ DìP) sono figure leggendarie della mitologia cinese. Secondo la tradizione essi avrebbero regnato su parti della odierna Cina durante un arco di tempo che va dal 2850 a.C. al 2205 a.C. Diversi miti riportano le loro storie e presunte vicende, concordando sull'attribuzione del ruolo di primi civilizzatori a questi mitici sovrani e saggi del passato. I tre augusti e cinque imperatori rappresentano quindi uno dei principali miti fondativi della civiltà cinese.
Alcuni di essi sono anche elevati a divinità del pantheon taoista.
Gli storici moderni ritengono che queste figure mitiche siano il risultato di un processo durato secoli, che ha visto la fusione tra personaggi mitologici e personaggi storici reali, come illustri capostipiti o fondatori di antichi lignaggi.
I titoli huáng e dì, abitualmente tradotti in italiano come "augusto" e "imperatore", non vengono usati in tal senso nella letteratura di epoca preimperiale, è perciò probabile che venissero usati solo per riferirsi alle divinità. Fino al 221 a.C. infatti, nei confronti di re e signori feudali ci si riferiva soltanto con i termini wáng (王, "re") oppure gōng (公, "duca"). 
L'appellativo huángdì (皇帝), fusione dei due termini e equivalente del termine "imperatore" per come è comunemente inteso anche oggi, venne utilizzato per la prima volta ufficialmente solo nel 221 a.C., con l'avvento del primo imperatore della Dinastia Qin.

## I tre augusti
Secondo la mitologia, i tre augusti, noti anche come tre sovrani, erano semi-dei o re-dei che usavano i loro poteri magici per migliorare la vita del loro popolo. Per le loro virtù sovrannaturali vissero fino a età leggendarie e governarono in un periodo di lunga pace. 
Ai tre augusti si attribuiscono varie identità in diversi testi storici cinesi. Nelle Memorie di uno storico (史記, Shǐjì) di Sima Qian si sostiene che fossero: 
- Il sovrano celeste (Tiānhuáng 天皇), che regnò per 18 000 anni
- Il sovrano terreno (Dìhuáng 地皇), che regnò per 11 000 anni
- Il sovrano umano (Tàihuáng 泰皇 o 人皇 Rénhuáng), che regnò per 45 600 anni

Lo Yundou Shu (運斗樞) e lo Yuanming Bao (元命苞) li identificano come:
- Fuxi (伏羲)
- Nüwa (女媧)
- Shennong (神農)

Sia Fuxi che Nüwa sono il dio e la dea, fratello e sorella, a cui si attribuisce la discendenza dell'umanità in seguito a un diluvio catastrofico, mentre Shennong avrebbe inventato l'agricoltura e sarebbe stato il primo a usare le erbe mediche (colui che avrebbe assaggiato le "100 erbe", trovando i veleni, le cure, ed altri vari infusi). 
Lo Shangshu Dazhuan (尚書大傳) e il Baihu Tongyi (白虎通義) sostituiscono Nüwa con Suiren (燧人), l'inventore del fuoco. Il Diwang Shiji (帝王世紀) sostituisce Nüwa con l'imperatore giallo (Huángdì, 黄帝), l'antenato presunto di tutto il popolo Han.

## I Cinque Imperatori
I cinque imperatori erano leggendari, re-saggi moralmente perfetti. Secondo gli Annali del grande storico essi furono: 
- L'imperatore giallo (Huángdì 黄帝; con huáng 黄, "giallo", e dì 帝, "imperatore")
- L'imperatore Zhuanxu (顓頊)
- L'imperatore Ku (嚳)
- L'imperatore Yao (堯)
- L'imperatore Shun (舜)

Yao e Shun sono conosciuti anche come i due imperatori, e, insieme a Yu il grande (禹), il fondatore della dinastia Xia, vennero considerati nella successiva storia cinese sovrani modello ed esempi da seguire per l'etica confuciana. Shangshu Xu (尚書序) e Diwang shiji vi includono Shaohao (少昊) al posto dell'imperatore giallo.
La Canzone di Chu (楚辭) identifica i cinque imperatori come divinità dei punti cardinali:
- Shaohao (est)
- Zhuanxu (nord)
- Imperatore giallo (centro)
- Shennong (ovest)
- Fuxi (sud)

Il Libro dei riti (禮記) evidenzia un nesso tra i cinque imperatori e i cinque lignaggi, che comprendono: 
- Youchao-shi (有巢氏)
- Suiren-shi (燧人氏)
- Fuyi (伏羲氏)
- Nüwa (女媧氏)
- Shennong (神農氏)

Dal punto di vista semantico, il primo imperatore storico fu Qin Shi Huang (秦始皇), che inventò un nuovo termine per "imperatore" (huangdi 皇帝) combinando il titolo di "augusto" (huang 皇) e di "imperatore" (di 帝).